# Launceston Elliot
Launceston Elliot (Mumbai, 9 giugno 1874 – Melbourne, 8 agosto 1930) è stato un sollevatore, lottatore, discobolo e velocista britannico.
Fu il primo britannico a vincere una medaglia d'oro ai Giochi olimpici moderni.

## Biografia

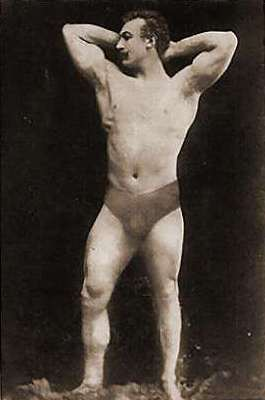
Launceston Elliot in un'immagine conservata al Sandow Museum

### Giovinezza
Di padre inglese e madre scozzese, nacque in India da una famiglia aristocratica che aveva appunto stretti contatti con questa parte dell'Asia. Il quarto conte Minto, che prendeva il nome da Lord Minto capostipite della famiglia, fu anche viceré dell'India (1905-1910). Lui era nipote di Charles Elliot, governatore di Sant'Elena, mentre suo padre, Gilbert Elliot, servì come magistrato nel Servizio Civile Indiano, periodo in cui venne alla luce. Sua madre era la terza moglie di Charles Elliot, che sposò appena dopo la morte della seconda, deceduta in seguito a una misteriosa caduta da un balcone di un hotel in Tasmania. Il padre sposò quindi la ricezionista dell'albergo. Da questa unione nacque lui, che prese il nome dalla città tasmaniana di Launceston.
Nel 1887 il padre ritornò in Inghilterra, dove si dedicò alla coltivazione in Essex. Qui Elliot venne seguito dal grande Eugen Sandow, di cui divenne il pupillo, nel sollevamento pesi e nel gennaio 1894 diventò campione britannico nel sollevamento con una mano e secondo nel sollevamento con due mani al Royal Aquarium di Westminster. Sandow, infatti, è stato uno dei primi a fare del culturismo e del fitness una fonte di guadagno e di cultura. Elliot, in pratica, non ha fatto che emulare il suo maestro.

### Partecipazione ad Atene 1896

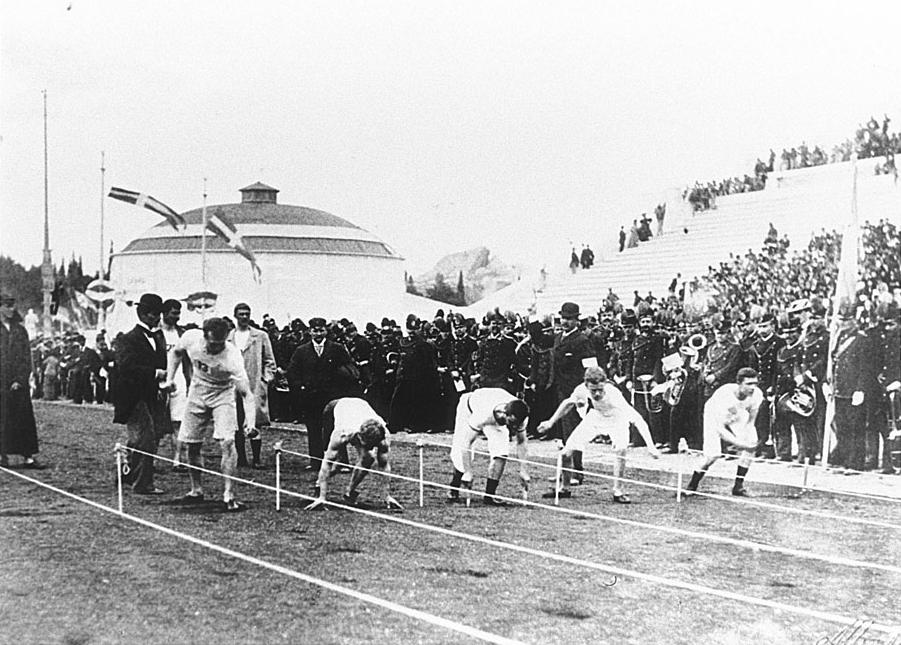
Partenza della seconda batteria dei 100 metri. Da sinistra, dalla 5ª corsia, Launceston Elliot

A 21 anni si recò ad Atene a bordo della nave "Congo" partente da Marsiglia il 26 marzo 1896. Qui c'erano buona parte degli atleti inglesi e il francese Albin Lermesieaux.
Ad Atene gareggiò nei 100 metri piani, ma venne subito eliminato anche se aveva sostenuto un allenamento con il noto velocista Harry Hutchens. Si cimentò poi nel sollevamento pesi in una classe unica, senza distinzione di peso. Qui sollevò 110 kg nel sollevamento a due mani come il danese Viggo Jensen, ma quest'ultimo vinse su giudizio tecnico di re Giorgio perché aveva sollevato con uno stile migliore e senza esitazioni. Si era opposto a tale decisione Edward Lawrence Levy, sollevatore squalificato e integrato in giuria, perché la gara fosse decisa su un peso maggiore. Re Giorgio concordò ma le difficoltà di reperire pesi maggiori e le lungaggini fecero propendere per il giudizio stilistico.
Tuttavia Launceston si rifece nel sollevamento ad una mano dove chiese di gareggiare dopo Jensen capovolgendo l'ordine della gara precedente. In questa gara Launceston sollevò 71 kg e Jensen solo 57,2 kg perché stanco per la gara precedente. I due sollevamenti avvenivano in maniera diversa da oggi, il sollevamento ad una mano aveva i manubri e il peso si sollevava di un colpo senza fermarlo al petto. Mentre il sollevamento a due mani non prevedeva l'uso dei manubri e ciò causò il dissenso degli atleti per cui Lawrence Levy venne squalificato (poi ammesso come uno dei giudici della gara).
In seguito gareggiò nella salita della corda, classificandosi al quinto posto, e nella lotta greco-romana, terminando quarto. Fu squalificato nella prima mentre nella seconda fu battuto ma non accettò il giudizio arbitrale e dovette essere accompagnato fuori dai principi reali.
Era un idolo delle folle greche in quanto sapeva operare attivamente sui media e sapeva creare intorno a sé in certo interesse. Gli fu anche offerta la mano di "una dama di alto lignaggio".
Tuttavia al ritorno da Atene sposò Emelia Holder figlia del vicario di Kentish. Come regalo di nozze il padre gli regalò una fattoria nell'Hertfordshire ma non ci lavorò mai e dovette venderla dopo tre anni per pagare i suoi debiti a causa di investimenti finanziari sbagliati. Si spostò quindi con Emelia e col padre nel vicariato del Kent.

### Gli anni successivi
Dopo Atene superò 4 nuovi record nell'Amateur Championship del 1899 e diventò anche una figura molto conosciuta sulla scena sportiva inglese. Partecipò alla seconda Olimpiade a Parigi cimentandosi nel lancio del disco, ma arrivò solo decimo. Non poté difendere il suo titolo perché il sollevamento non era in programma.
Nel 1905 passò al professionismo, per volere del padre, per risolvere la crisi finanziaria in cui era caduto. Insieme a Bill Klein, noto circense tedesco e suo allenatore prima di Atene, mise su uno spettacolo con 10 membri che esaltavano le sue capacità atletiche. Con questo spettacolo girò Inghilterra ed Europa per poi passare in Sudamerica (e forse negli Stati Uniti).
Grazie allo spettacolo si riconciliò col padre e si stabilì a Nottingham dove ebbe un figlio. Tuttavia la Guerra Mondiale si avvicinava e Launceston aveva una certa età per cui decise di ritirarsi
Si dedicò all'agricoltura per il resto della vita prima in Inghilterra e poi a Melbourne nel 1923. Morì per un cancro alla spina in seguito ad un'operazione che non ebbe esito felice. Venne sepolto nel parco memoriale di Fawkner, a Melbourne.